# Daniel Cossins
Daniel Cossins  (* 22. Dezember 1984) ist ein ehemaliger britischer Leichtathlet, der sich auf den Sprint spezialisiert hat. Seinen größten sportlichen Erfolg feierte er mit dem Gewinn der Silbermedaille mit der britischen 4-mal-400-Meter-Staffel bei den Halleneuropameisterschaften 2005 in Madrid.

## Sportliche Laufbahn
Erste internationale Erfahrungen sammelte Daniel Cossins im Jahr 2005, als er bei den Halleneuropameisterschaften in Madrid mit der britischen 4-mal-400-Meter-Staffel in 3:09,53 min gemeinsam mit Dale Garland, Richard Davenport und Gareth Warburton die Silbermedaille hinter dem französischen Team gewann. Es blieb sein einziger internationaler Auftritt, ehe er seine aktive sportliche Karriere 2009 im Alter von 25 Jahren beendete.

## Persönliche Bestzeiten
- 200 Meter: 21,17 s (+0,8 m/s), 5. Juli 2008 in Eton
  - 200 Meter (Halle): 21,20 s, 15. Februar 2009 in Sheffield
  - 400 Meter (Halle): 47,10 s, 20. Februar 2004 in Birmingham